# 세르주 아로슈
세르주 아로슈(프랑스어: Serge Haroche, 1944년 9월 11일 ~ )는 프랑스의 물리학자이다. 2012년에 개별 양자계의 측정과 조작을 가능하게 하는 원천 실험 방법을 개발한 공로로 데이비드 와인랜드와 함께 노벨 물리학상을 수상했다.

## 수상 경력
- 레지옹 도뇌르 훈장
- 2009년 : 프랑스 국립과학연구센터 황금 메달
- 2012년 : 노벨 물리학상

## 같이 보기
- 양자 결어긋남

## 참고 문헌
- Serge Haroche, Jean-Michel Raimond, Exploring the quantum. Atoms, cavities and photons, Oxford University Press, 2006.